# Garp och hans värld
Garp och hans värld (engelska: The World According to Garp) är en roman av  John Irving utgiven 1978.
Boken har filmatiserats och gavs samma namn, Garp och hans värld.

### Fotnoter
1. ↑  ”The World According to Garp” (på engelska). Worldcat. 19 mars 1978. https://www.worldcat.org/title/world-according-to-garp-a-novel/oclc/3345460&referer=brief_results. Läst 13 juli 2015.